# Julian Sitkovetsky
Julian Sitkovetsky (en russe : Юлиа́н Григо́рьевич Ситкове́цкий), né à Kiev le 7 novembre 1925 et mort à Moscou le 23 février 1958, est un violoniste sovietique, soliste de l'Orchestre philharmonique de Moscou.

## Biographie
Sitkovetsky est né à Kiev dans une famille de musiciens amateurs. Il commence le violon à quatre ans, d'abord avec son père, Grégory, puis avec David Bertie. En tant qu'enfant prodige, à l'âge de huit ans, il est choisi pour jouer en présence du violoniste français Jacques Thibaud (1933). Le maître lui conseille d'apprendre les langues, ce à quoi l'enfant répond que si des gens veulent lui parler, ils doivent le faire en russe. Un an après, il interprète le concerto de Mendelssohn avec l'Orchestre symphonique de Kiev. En 1939, il est accepté au Conservatoire de Moscou, dans la classe d'Abram Yampolsky, maître notamment de Leonid Kogan, Igor Besrodny et Rotislav Dubinsky. Dès avril, il est sélectionné pour jouer le concerto de Tchaïkovski, lors des cérémonies du 25e anniversaire du conservatoire. Au début de la guerre, il est évacué à Perm et y obtient son diplôme (1943).
Peu après son retour à Moscou en 1945, Julian Sitkovetsky gagne la compétition soviétique des jeunes interprètes pour piano, violoncelle et violon – avec Sviatoslav Richter et Mstislav Rostropovitch pour le piano et le violoncelle. En 1947, il partage le premier prix des jeunes musiciens du Festival de Prague avec Leonid Kogan et Igor Besrodny. En 1948, il joue au sein du Quatuor Tchaïkovski, avec Anton Szarojewem (second violon), Rudolf Barshai (alto) et Yakov Slobodkin (violoncelle).
Il épouse la pianiste Bella Davidovitch en 1950, avec qui il joue en duo. Leur fils, Dmitri Sitkovetsky, né à Bakou en 1954, deviendra un éminent violoniste et chef d'orchestre. 
Entre 1951 et 1954, il se produit à Berlin, Varsovie, Prague, Budapest, Bucarest, Sofia et au sein de l'URSS et crée des œuvres de compositeurs soviétiques tels que Nikolai Rakov, Mark Milan et Albert Lehman. En 1952 à Poznań, il partage le second prix du concours Concours Henryk Wieniawski avec la polonaise Wanda Wiłkomirska (le premier prix revenant à Igor Oïstrakh). En 1955, il remporte le second prix du Concours Reine Élisabeth à Bruxelles (dont Yehudi Menuhin disait : « ...David Oïstrakh et moi étions dans le jury... il aurait dû avoir le premier prix... »). Il fait ses débuts avec le Concertgebouw d'Amsterdam sous la direction de van Beinum, dans le concerto de Tchaïkovski, et d'autres chefs russes tels Kirill Kondrachine, Nathan Rachlin, Nikolaï Anossov, Alexandre Gaouk, Kurt Sanderling et Guennadi Rojdestvenski.
Julian Sitkovetsky n'a jamais beaucoup voyagé en raison de son cancer du poumon, diagnostiqué en 1956. Il renonce à ses concerts la même année, après la création d'une nouvelle version du premier concerto de Dmitri Chostakovitch, appréciée par le compositeur. Il meurt à l'hôpital de Moscou en 1958, à 32 ans.

## Héritage
Joseph Magil (lui-même violoniste et altiste), critique du magazine American Record Guide, dit de Sitkovetsky : « ...David Oistrakh disait que Sitkovetsky vivant, il l'aurait éclipsé, lui et Kogan... Il avait un son large, ferme et concentré dans tous les registres ; une intonation impeccable, même en trille rapide ; un staccato rapide, parfaitement contrôlé ; des harmoniques puissantes et immaculées ; et aussi un sautillé clair... »

## Discographie
- Tchaïkovski et Sibelius, Concertos pour violon - Orchestre national de Belgique, dir. Franz André ; Orchestre philharmonique tchèque, Dir. Nikolaï Anossov (1953, 1955, « The Art of Yuilian Sitkovetsky VI » SYD Records CYD 006)
- Chostakovich, Quatuor à cordes no 3, op. 73 - Quatuor Tchaïkovski (9 août 1954, Lys LYS 369-70 / Yedang Classics)
- Alexandre Lokchine, Fantaisie hongroise pour violon et orchestre - Orchestre symphonique de la radio de Moscou, dir. Kurt Sanderling (1952, Melodiya MEL CD 10 01983)

## Articles contextuels
- Concours musical international Reine Élisabeth de Belgique
- Concours musical international Reine Élisabeth de Belgique 1955
- Concours international de violon Henryk Wieniawski